# ACET

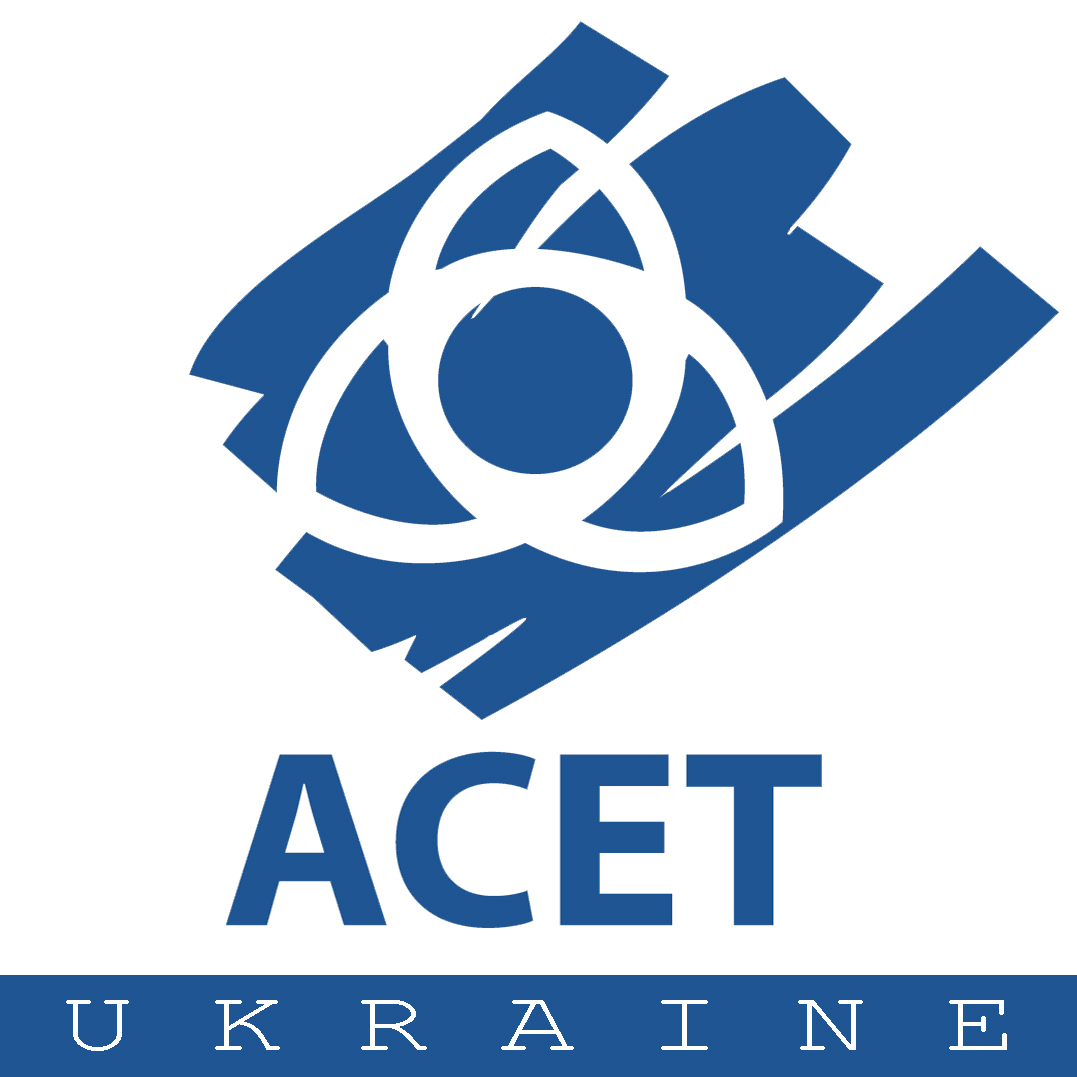
Логотип ACET Ukraine

ACET (англ. AIDS Care Education and Training Ltd.) —  международная благотворительная организация, которая занимается профилактикой ВИЧ-инфекции в мире. Основана в 1988 году в Англии доктором Патриком Диксоном. На данный момент организация ведёт свою работу в более, чем 20 странах мира и сотрудничает с другими всемирными организациями, как, например UNICEF, Всемирной Организацией Здравоохранения (World Health Organization) и ЮНЭЙДС.

## В России
АНПО «ACET» является Автономной Некоммерческой Просветительской Организацией «АСЕТ», которая входит в Международный Альянс «АСЕТ» и представляет международную профилактическую программу АСЕТ в России.

## Украина
ВБО АСЕТ Украина ведёт свою деятельность уже более 15 лет, за это время было реализовано множество различных проектов, как в сфере профилактики ВИЧ, так и в сфере профилактики негативных явлений в обществе. А также ВБО АСЕТ активно занимается организацией всевозможных социальных акций и мероприятий, направленных на пропаганду здорового образа жизни, верной семьи и высоких моральных ценностей.
Проекты
Сейчас ВБО АСЕТ Украина работает в шести основных направлениях. Команда специалистов разработала новую стратегию, которая
направлена на то, чтобы оказать максимально положительное влияние и помочь людям сделать правильный выбор. 
- Университет здоровой молодежи
- Видео-проект
- Молодежные клубы
- Социальные мероприятия
- Тренинговый курс Счастливы вместе
- Помощь ВИЧ-позитивным людям